# 叶麟伟
叶麟伟（1955年—），四川渠县人，汉族，中华人民共和国政治人物、第十一届全国人民代表大会重庆地区代表。
毕业于西南农学院（现西南大学）植物保护专业。担任重庆出版集团出版基金办公室主任。2008年起担任全国人大代表。